# سد ژرمانیتسه
سد ژرمانیتسه (به لاتین: Žermanice Dam) یک سد در جمهوری چک است که در استان موراوی-سیلزی واقع شده‌است.